# Villejuif-Ouest (tổng)
Tổng Villejuif-Ouest là một tổng thuộc tỉnh Val-de-Marne trong vùng Île-de-France của Pháp

## Các xã
Tổng Villejuif-Ouest bao gồm phần phía tây của xã Villejuif. Phía đông là tổng Villejuif-Est.
| Xã                 | Dân số | Mã bưu chính | Mã insee |
| ------------------ | ------ | ------------ | -------- |
| Villejuif, toàn xã | 47 384 | 94 800       | 94 076   |

## Thông tin nhân khẩu
| 1962                                                     | 1968 | 1975 | 1982 | 1990   | 1999   |
| -------------------------------------------------------- | ---- | ---- | ---- | ------ | ------ |
|                                                          |      |      |      | 25 861 | 26 542 |
| Nombre retenu à partir de 1962 : dân số không tính trùng |      |      |      |        |        |